# Bubishi

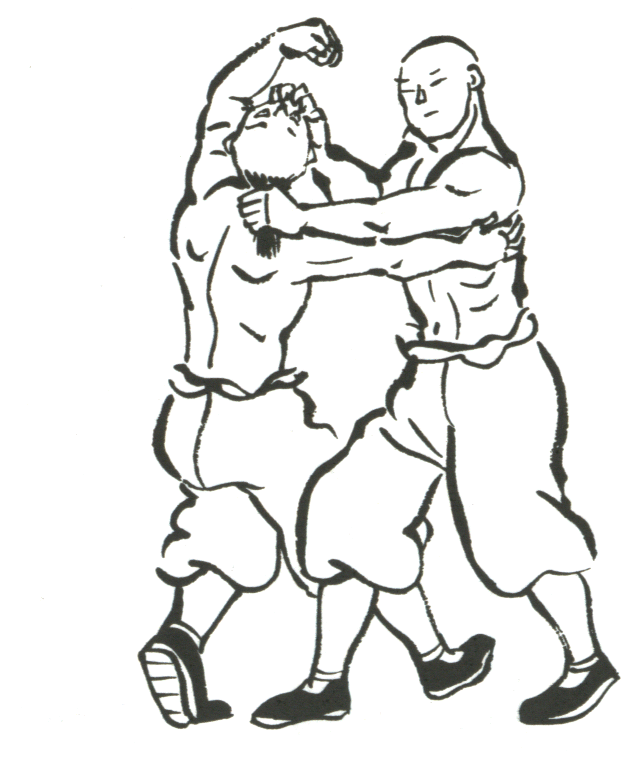
Grappling im Bubishi

Das Bubishi (japanisch 武備志) ist ein in Teilen erstmals 1934 in Japan veröffentlichtes Buch über alte chinesische Kampf- und Selbstverteidigungstechniken, dessen Ursprung und Verfasser unbekannt ist. Experten vermuten, dass das Buch seinen Ursprung in der chinesischen Provinz Fujian (Fukien) hat.

## Inhalt
Der schwer zu übersetzende, in altchinesischer Schrift gehaltene Text wurde zuvor nur im Geheimen weitergegeben. Die auf Okinawa entwickelten Kampfstile, wie z. B. Karate, werden auf das Bubishi zurückgeführt. Neben Formen, die später die Grundlage für Katas bildeten, und Vitalpunkttechniken sind in dem bis zu 300 Jahre alten Werk auch Heilmethoden auf Kräuterbasis dargestellt. Alle Inhalte, wie z. B. die „48 Techniken“, sind in einer blumigen Sprache derart verschlüsselt, dass sie nur für den eingeweihten oder zumindest vorgebildeten Leser verständlich sind.

### Vitalpunkte
Ein wesentlicher und noch nicht vollständig verstandener Teil des Bubishi bezieht sich auf das Benutzen von Vitalpunkten, was eine als Dim Mak (chinesischer Ursprung) beziehungsweise Kyūsho Jitsu (Variante des Karate) überlieferte Technik ist, die neben dem mechanisch bedingten Erfolg einer Kampfhandlung den Einsatz von Qi anspricht, der erst ab einer gewissen Meisterschaft zugänglich wird.

## Kapitel
1. Kapitel
  - Geschichte des Kranichstils
  - Happoren, der spielende Kranich
  - Techniken des Kranichstils im Bubishi
2. Kapitel
  - Anleitungen zur Kunst des Kämpfens
  - Anleitungen von Sunzi
  - Gedatsu-ho, Befreiungsmethoden
  - Rokkishu, die sechs Handformen
3. Kapitel
  - Behandlung mit Kräutern